# Raumeinheit (Oberösterreich)

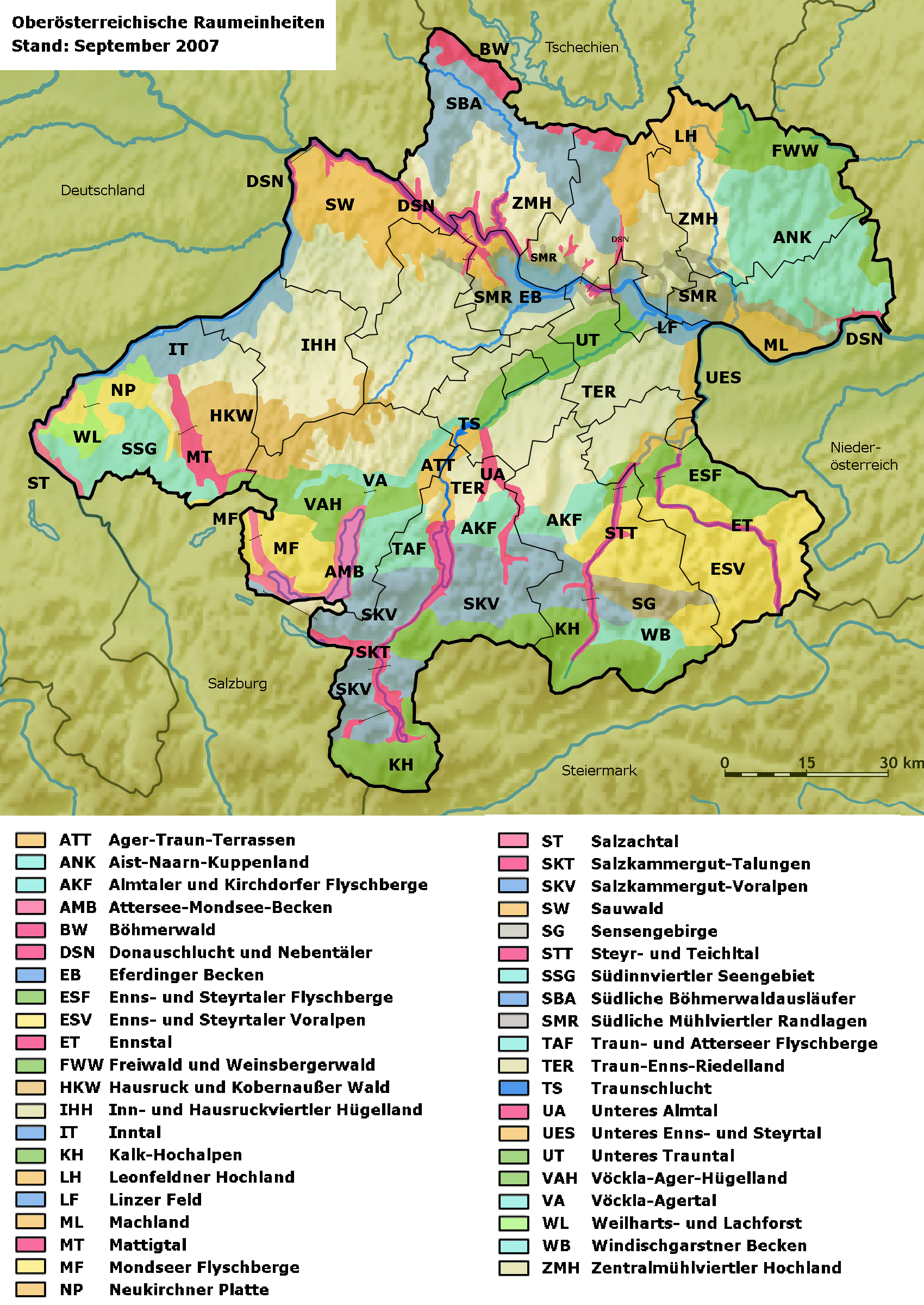
Alle 41 Raumeinheiten mit eingezeichneten Bezirksgrenzen

Das österreichische Bundesland Oberösterreich ist in 41 Raumeinheiten gegliedert.
Sie bilden die Basis für die Raumplanung und Raumordnung nach NaLa – Leitbilder für Natur und Landschaft in Oberösterreich, das die Naturschutzabteilung für die oberösterreichische Landesregierung erarbeitet.

## Funktion
Die Raumeinheiten sind nach naturschutzfachlichen Kriterien wie Geologie, Geomorphologie und Raumnutzung (Besiedelung, Landwirtschaft u. ä.) voneinander abgegrenzt.
Jede Raumeinheit stellt einen Landschaftsraum mit wiederkehrenden Raummustern und Eigenheiten dar und unterscheidet sich deutlich von den angrenzenden Raumeinheiten. Mitunter bestehen Raumeinheiten aus ein oder mehreren Untereinheiten die eine besondere Charakteristik aufweisen. Sie haben nichts mit der politischen und historischen Gliederung gemeinsam.
Die Raumeinheiten (= Landschaftsräume) wurden von der Naturschutzabteilung des Landes Oberösterreich in Zusammenarbeit mit fachlichen Experten für Naturschutz erstmals 1999 ermittelt. Seither wurden jedoch aufgrund neuer Erkenntnisse in Bezug auf die Charakteristik der Gebiete wiederholt Änderungen vorgenommen. Die aktuelle Gliederung ist in Version 7 vom September 2007 festgelegt.

## Parameter der Raumabgrenzung
Folgende Parameter wurden für die Raumabgrenzung untersucht:
- Geologischer Untergrund und Böden
- Relief (insbesondere bei markant eingetieften großen Flusslandschaften tonangebend)
- Klimatische Verhältnisse
- Gewässersystem und Biotopflächen
- Besiedelungsstruktur und Infrastruktur
- Landwirtschaftliche Nutzungsformen, Betriebsstrukturen
- Waldcharakteristik (insbesondere bei großen Waldgebieten tonangebend)
- Strukturelemente der Landschaft, Urlandschaftscharakter
- Tier- und pflanzenökologische Gesichtspunkte
- Raum- und Landschaftsgeschichte samt Besonderheiten (kulturhistorisch und naturkundlich)

## Ziele der NaLa
Auf Grund der Parameter der Raumeinheiten entstand 1999 NaLa – ein Leitbild für Natur und Landschaft in Oberösterreich, das stetig weiter entwickelt wird. NaLa sind festgelegte Ziele des Naturschutzes auf Basis der Raumeinheiten und stellen eine anzustrebende Entwicklung für die gesamte Raumeinheit dar. In allen Raumeinheiten wurden allgemeine Ziele formuliert und Umsetzungsmöglichkeiten aufgezeigt („Wege zum Ziel“).
Die Inhalte der NaLa werden nicht per Gesetz verordnet, sondern dienen als Basis für die Naturschutzarbeit und als Information für alle Interessierten.

## Liste der Oberösterreichischen Raumeinheiten
| Raumeinheit                          | Abk. | Größe in km² |
| ------------------------------------ | ---- | ------------ |
| Ager-Traun-Terrassen                 | ATT  | 70,4         |
| Aist-Naarn-Kuppenland                | ANK  | 737,0        |
| Almtaler und Kirchdorfer Flyschberge | AKF  | 174,4        |
| Attersee-Mondsee-Becken              | AMB  | 111,9        |
| Böhmerwald                           | BW   | 112,4        |
| Donauschlucht und Nebentäler         | DSN  | 130,0        |
| Eferdinger Becken                    | EB   | 118,5        |
| Enns- und Steyrtaler Flyschberge     | ESF  | 230,0        |
| Enns- und Steyrtaler Voralpen        | ESV  | 139,0        |
| Ennstal                              | ET   | 98,8         |
| Freiwald und Weinsberger Wald        | FWW  | 249,7        |
| Hausruck und Kobernaußerwald         | HKW  | 410,4        |
| Inn- und Hausruckviertler Hügelland  | IHH  | 1.758,5      |
| Inntal                               | IT   | 231,0        |
| Kalk-Hochalpen                       | KH   | 583,0        |
| Leonfeldner Hochland                 | LH   | 257,6        |
| Linzer Feld                          | LF   | 95,2         |
| Machland                             | ML   | 114,0        |
| Mattigtal                            | MT   | 91,3         |
| Mondseer Flyschberge                 | MF   | 197,2        |
| Neukirchner Platte                   | MP   | 118,4        |
| Salzachtal                           | ST   | 25,4         |
| Salzkammergut-Talungen               | SKT  | 127,1        |
| Salzkammergut-Voralpen               | SKV  | 846,1        |
| Sauwald                              | SW   | 458,0        |
| Sengsengebirge                       | SG   | 89,0         |
| Steyr- und Teichltal                 | STT  | 42,1         |
| Südliche Böhmerwaldausläufer         | SBA  | 491,9        |
| Südliche Mühlviertler Randlagen      | SMR  | 258,6        |
| Südinnviertler Seengebiet            | SSG  | 245,0        |
| Traun- und Atterseer Flyschberge     | TAF  | 160,0        |
| Traun-Enns-Riedelland                | TER  | 912,6        |
| Traunschlucht                        | TS   | 8,0          |
| Unteres Almtal                       | UA   | 46,0         |
| Unteres Enns- und Steyrtal           | UES  | 85,0         |
| Unteres Trauntal                     | UT   | 223,8        |
| Vöckla-Ager-Hügelland                | VAH  | 225,0        |
| Vöckla-Agertal                       | VA   | 82,8         |
| Weilharts- und Lachforst             | WL   | 104,6        |
| Windischgarstner Becken              | WB   | 80,0         |
| Zentralmühlviertler Hochland         | ZMH  | 822,5        |